# Caedicia webberi
Caedicia webberi är en insektsart som beskrevs av Rentz, D.C.F., Y. Su och Norihiro Ueshima 2008. Caedicia webberi ingår i släktet Caedicia och familjen vårtbitare. Inga underarter finns listade i Catalogue of Life.